# Bjoern Koerdt
Bjoern Koerdt, né le 20 juillet 2004 à Leeds (Angleterre), est un coureur cycliste britannique. Il est membre de l'équipe Picnic-PostNL.

## Biographie
Bjoern Koerdt grandit dans le village anglais de Bramhope, près de Leeds. À l'âge de trois ans, il apprend à faire du vélo tout seul en empruntant la bicyclette d'un voisin. Il participe à ses premières courses cyclistes vers ses cinq ans. Dans les catégories de jeunes, il accumule les victoires en Angleterre. Il devient notamment champion du Yorkshire de cyclo-cross chez les moins de 12 ans en 2014,. L'été suivant, il accomplit en entier le parcours de la vingtième étape du Tour de France, jusqu'au sommet de l'Alpe d'Huez. Réalisée avec son père, cette opération a pour objectif de récolter des fonds en faveur d'un hôpital pour enfants. 
En 2022, il intègre la Zappi Junior Racing Team, qui forme de jeunes coureurs britanniques. Sous les couleurs de cette structure, il découvre le niveau international. Il termine ainsi douzième de l'Acht van Bladel, treizième du Trofeo Buffoni, quatorzième d'Aubel-Thimister-Stavelot ou encore dix-neuvième de la Classique des Alpes juniors. La même année, il se classe deuxième du championnat de Grande-Bretagne de cross-country juniors. Il est également sélectionné en équipe de Grande-Bretagne pour participer aux championnats du monde de VTT juniors et aux championnats d'Europe de cyclo-cross espoirs. 
En 2023, il tente sa chance sur le territoire français en rejoignant le CC Étupes. Bon puncheur, il se distingue lors de la saison 2024 en remportant la Boucle de l'Artois ainsi que le Tour du Charollais. Il finit par ailleurs neuvième de Liège-Bastogne-Liège espoirs. Sa progression est cependant interrompue par une chute et une fracture de la clavicule sur la Ronde de l'Isard. Il fait néanmoins son retour à la compétition dès le mois de juin. Bien rétabli, il se classe quatorzième du Tour Alsace en juillet. Il devient ensuite stagiaire au sein de la Team dsm-firmenich PostNL, qui évolue au niveau World Tour. Grâce à un stage concluant, il parvient à signer un premier contrat professionnel de deux ans avec cette équipe néerlandaise.

## Palmarès
- 2022
  - Champion du Yorkshire de cyclo-cross
  - 2e du championnat de Grande-Bretagne de VTT cross-country juniors
- 2023
  - 3e de la TrainHard Classic-Souvenir Antonin Landré
- 2024
  - Boucle de l'Artois
  - Tour du Charolais
- 2025
  - 2e du championnat de Grande-Bretagne du critérium